# Прато ало Стелвио
Прато ало Стелвио (итал. Prato allo Stelvio) је насеље у Италији у округу Болцано, региону Трентино-Јужни Тирол.
Према процени из 2011. у насељу је живело 2640 становника. Насеље се налази на надморској висини од 907 м.

## Становништво
Према резултатима пописа становништва 2011. у општини је живело 3.356 становника.
| 1931. | 1936. | 1951. | 1961. | 1971. | 1981. | 1991. | 2001. | 2011. |
| ----- | ----- | ----- | ----- | ----- | ----- | ----- | ----- | ----- |
| 1.987 | 2.185 | 2.198 | 2.624 | 2.698 | 2.808 | 3.027 | 3.140 | 3.356 |